# Patrick Bilic
Patrick Bilic (* 27. Mai 1999) ist ein österreichischer Fußballspieler.

## Karriere
Bilic begann seine Karriere beim SK Vorwärts Steyr. Ab der Saison 2015/16 kam er für die Zweitmannschaft von Steyr zum Einsatz. Im April 2017 debütierte er für die erste Mannschaft von Steyr in der Regionalliga, als er am 24. Spieltag der Saison 2016/17 gegen den SK Austria Klagenfurt in der 58. Minute für Thomas Himmelfreundpointner eingewechselt wurde.
Mit Steyr stieg er 2018 in die 2. Liga auf. In der Aufstiegssaison 2017/18 kam Bilic zu zwölf Einsätzen, in denen er ohne Treffer blieb. Sein Debüt in der zweithöchsten Spielklasse gab er im Juli 2018, als er am ersten Spieltag der Saison 2018/19 gegen die SV Ried in der 82. Minute für Christian Lichtenberger ins Spiel gebracht wurde.
Im Jänner 2019 wurde er an den viertklassigen SV Gaflenz verliehen. Nach dem Ende der Leihe wechselte er zur Saison 2019/20 leihweise weiter zum fünftklassigen UFC St. Peter/Au. Für St. Peter kam er bis zum Saisonabbruch zu zwölf Einsätzen in der 2. Landesliga. Nach dem Ende der Leihe kehrte er zur Saison 2020/21 nach Steyr zurück. Dort kam er in eineinhalb Jahren zu 16 Zweitligaeinsätzen. Im Februar 2022 wurde er ein drittes Mal verliehen, diesmal an den viertklassigen SV Grün-Weiß Micheldorf. Für Micheldorf kam er zu 14 Einsätzen in der OÖ Liga.
Zur Saison 2022/23 kehrte er nicht nach Steyr zurück, sondern blieb in der OÖ Liga und wechselte zum ASK St. Valentin.

## Persönliches
Sein Bruder Daniel (* 2001) ist ebenfalls Fußballspieler.